# Rudolf Müller (Lehrer)
Rudolf Müller (* 31. März 1856 in Friedrichshafen; † 27. August 1922 in Stuttgart) war ein deutscher Lehrer. Er wurde mit dem 1897 erschienenen Buch „Entstehungsgeschichte des Roten Kreuzes und der Genfer Konvention“ der erste Biograph von Henry Dunant, dem Begründer der Internationalen Rotkreuz- und Rothalbmond-Bewegung und erstem Friedensnobelpreisträger, mit dem er persönlich befreundet war. Sein Werk trug entscheidend zur Rehabilitierung von Henry Dunant bei, der zum Zeitpunkt der Veröffentlichung zurückgezogen und verarmt lebte.

## Leben
Rudolf Müller lernte im Sommer 1877, zu dieser Zeit noch Student an der Universität Tübingen, bei einem Spaziergang in Stuttgart zufällig den Schweizer Begründer der Rotkreuz-Bewegung Henry Dunant kennen, der zu dieser Zeit ebenfalls in Stuttgart lebte. Beide verband seit dieser Begegnung eine enge Freundschaft, Rudolf Müller war bis zum Tode Dunants im Jahr 1910 einer von dessen engsten Vertrauten.
Ab 1893, zu dieser Zeit als Gymnasialprofessor am Stuttgarter Königlichen Realgymnasium (heute Dillmann-Gymnasium) tätig, schrieb Rudolf Müller in Zusammenarbeit mit Dunant das Buch „Entstehungsgeschichte des Roten Kreuzes und der Genfer Konvention“. Das Werk erschien vier Jahre später beim Stuttgarter Verlagshaus Greiner & Pfeiffer und trug entscheidend zur Rehabilitierung des gesellschaftlichen Rufes von Henry Dunant sowie zur Anerkennung seiner Rolle als Gründer des Roten Kreuzes bei. Es gilt noch heute als eine der wichtigsten historischen Quellen zur Entstehung der Rotkreuz-Bewegung.
Im Jahr 1900 setzte er sich darüber hinaus in einem zweiteiligen Brief an Björnstjerne Björnson, einem Mitglied des Norwegischen Nobelkomitees, für die Verleihung des Friedensnobelpreises an Henry Dunant ein. Ein Jahr später erhielt Dunant den Preis zusammen mit dem französischen Pazifisten Frédéric Passy. Überlieferten Schriftwechseln zufolge war dieses Schreiben höchstwahrscheinlich entscheidend für eine Änderung von Björnsons Haltung zur Auslegung des Testaments von Alfred Nobel, durch die eine Verleihung des Preises an Henry Dunant erst möglich wurde. 
Der Brief wurde als Teil der Broschüre „Henri Dunants Arbeit für den Frieden“ des norwegischen Militärarztes Hans Daae veröffentlicht und war die erste umfassende Darstellung des Lebenswerkes von Henry Dunant. Rudolf Müller wurde somit durch dieses Schreiben und durch sein Buch der erste Biograph Henry Dunants. Der umfangreiche Briefwechsel zwischen beiden ist durch den Sohn von Rudolf Müller überliefert und steht seit 1975 für die Forschung zur Verfügung.